# Symplocos weberbaueri
Symplocos weberbaueri är en tvåhjärtbladig växtart som beskrevs av August Brand. Symplocos weberbaueri ingår i släktet Symplocos och familjen Symplocaceae. Inga underarter finns listade i Catalogue of Life.